# Бойко Валентин Анатолійович
Валенти́н Анато́лійович Бо́йко (нар. 4 серпня 1979 — пом. 8 грудня 2014) — сержант Збройних сил України, учасник російсько-української війни.

## Життєпис
Закінчив прилуцьку ЗОШ № 3, Чернігівське професійне училище № 5. Працював на міському підприємстві залізничного транспорту, монтер колії.
Мобілізований у березні 2014-го, військовослужбовець мінометної батареї механізованого батальйону, 1-ша окрема гвардійська танкова бригада.
На початку грудня 2014-го мінометна батарея 1-ї танкової бригади була відкомандирована з-під Волновахи до 93-ї механізованої бригади — на той час утримувала позиції в районі села Піски. 8 грудня під час обстрілу в Пісках 152-мм артилерійський снаряд влучив у бліндаж, загинули троє військовиків — Валентин Бойко, Віктор Лавренчук, В'ячеслав Носенко, ще 6 зазнали поранень.
Похований у Прилуках з військовими почестями.
Лишились дружина, 14-річна донька й 10-річний син.

## Нагороди та вшанування
За особисту мужність і героїзм, виявлені у захисті державного суверенітету та територіальної цілісності України, вірність військовій присязі під час російсько-української війни, відзначений — нагороджений
- 15 травня 2015 року — орденом «За мужність» III ступеня (посмертно)[4]
- нагрудним знаком «За оборону Донецького аеропорту» (посмертно)
- у травні в мікрорайоні Прилук Рокитне біля будівлі школи № 3 відкрито пам'ятну дошку Валентинові Бойку.
- 30 листопада 2021 року — Почесна відзнака Чернігівської обласної ради «За мужність і вірність Україні»[5].

Вшановується в меморіальному комплексі «Зала пам'яті», в щоденному ранковому церемоніалі 8 грудня.